# راتن تومیتوز
راتِن تومِیتوز (به انگلیسی: Rotten Tomatoes) به معنی «گوجه‌فرنگی‌های گندیده»، نام یک پایگاه اینترنتی آمریکایی است که نقدهای منتقدان دربارهٔ فیلم‌های سینمایی و سریال‌های تلویزیونی را گردآوری می‌کند. این وبگاه در اوت ۱۹۹۸ راه‌اندازی شد و تا قبل از ژانویه ۲۰۱۰ متعلق به شرکت فلیکستر بود. راتن تومیتوز در ماه فوریه سال ۲۰۱۶ به همراه وب‌سایت مادرش یعنی فلیکستر به دو شرکت کامکست و برادران وارنر فروخته شد.
از سال ۲۰۰۷ تا ۲۰۱۷، سردبیری این وبگاه را مت اچیتی به عهده داشت. نام «گوجه‌فرنگی‌های گندیده» از پرتاب گوجه‌فرنگی گندیده از سوی مخاطبان ناراضی از عملکرد نامطلوب یک فیلم یاد می‌کند.

## تاریخچه
راتن تومیتوز در ۱۲ اوت ۱۹۹۸ به دست سن دوئونگ راه‌اندازی شد. هدف او از ساخت راتن تومیتوز «ایجاد یک فضا که مردم بتوانند در آن به نقدهای منتقدان گوناگون در ایالات متحده آمریکا دسترسی داشته باشند» بود. سن دوئونگ هوادار جکی چان بود و ایدهٔ ساخت این وبگاه پس از گردآوری همهٔ نقدهای مربوط به فیلم‌های جکی چان به او الهام شد. دوستان و همسایگانت، نخستین فیلمی غیر از فیلم‌های جکی چان بود که در راتن تومیتوز نقد شد. راتن تومیتوز به سرعت به موفقیت‌های بسیاری دست پیدا کرد و پس از یک هفته از شروع فعالیتش، نامش توسط نت اسکیپ، یاهو و یو اس ای تودی ذکر شد و روزانه ۶۰۰ تا ۱۰۰۰ بازدیدکننده منحصربه‌فرد را به خود جلب کرد.

## وبگاه
بر اساس رتبه‌بندی وبگاه الکسا، تا تاریخ آوریل ۲۰۲۲، راتن تومیتوز در میان ۱۰۰۰ وب‌سایت برتر، در جایگاه ۵۹۳ در جهان و ۲۵۴ در آمریکا قرار دارد. همچنین بر طبق آمار اعلام شده از سوی وبسایت کوانت‌کست، دامنه rottentomatoes.com هر ماه ۲۶ میلیون بازدیدکننده را در جهان را به خود جذب می‌کند.
در وبگاه راتن تومیتوز فیلم‌های سینمایی نمره‌ای از ۰ تا ۱۰۰ درصد دریافت می‌کنند. به این صورت که تمامی نقدهای نوشته شده توسط منتقدان باسابقه گردآوری شده و درصد تعداد نقدهای مثبت نسبت به کل نقدها محاسبه می‌شود. فیلم‌ها باید درصدی بیشتر از ۶۰٪ بگیرند تا یک گوجه فرنگیِ رسیده نام بگیرند در غیر این صورت اگر فیلمی نمرهٔ پایین‌تر از ۶۰٪ دریافت کند، اصطلاحاً راتِن یا گندیده نامیده می‌شود. همچنین نمرات و نظرات منتقدین برتر نظیر راجر ایبرت، دژان تامسون، استیون هانتر، اوون گلیبرمن، لیسا شوارزبام، پیتر ترورس و مایکل فیلیپس به صورت جداگانه بررسی می‌شود؛ از نظرات این منتقدان برای نمرهٔ کلی فیلم استفاده می‌گردد.